# 牡丹晚报
牡丹晚报，中华人民共和国山东省菏泽市的一份综合性城市报纸，由菏泽日报社出版，自2012年以来由菏泽牡丹传媒有限公司运营。

## 历史
2012年10月30日，大众报业集团与菏泽日报社成立菏泽牡丹传媒有限公司，统一运营齐鲁晚报《今日菏泽》和《牡丹晚报》。

## 发刊信息
《牡丹晚报》的发刊周期为每周五报，每年240期，覆盖菏泽全市及周边地区，是菏泽市最具影响力的报纸之一。该报内容丰富，栏目众多，具有一定的新闻性、知识性、娱乐性和艺术性。

## 新媒体平台
牡丹晚报新媒体中心，又称菏泽报业传媒集团视觉中心，主要运营牡丹晚报、菏泽快报、菏泽直播、菏泽新闻网四大本地主流媒体品牌，包括微信公众号、今日头条号、网站、抖音号、微博等近20余个平台，是菏泽市影响力最强、排名第一的新媒体平台，多次入选由“新榜”评选出的“全国微信500强”，并位列时事类微信公号第31位。在“新媒体指数”全国纸媒微信公号排行榜中，曾位居全国第三名，并多次位列山东省第一名。其中“牡丹晚报”抖音号自2018年开始上线运行，截至2021年4月累计发布作品3778条，累计获得点赞5454.7万，播放总量超十亿，2020年总播放量超过一亿。